# Фран Сильвестр
Фран Сильвестр (исп. Fran Silvestre; род. 5 июля 1976, Валенсия, Испания) — испанский архитектор и дизайнер. Профессор Политехнического университета Валенсии и Европейского университета. 
Выпускник Политехнического университета Валенсии и Технического университета Эйндховена, получил специальность архитектора в 2001 году. Во время своего нахождения в Голландии он работал в студии MVRDV. 
С 2002 по 2004 он работал в студии Alvaro Siza в Опорто, и вскоре вернулся в Валенсию, где год спустя основал свою собственную студию.
Некоторые из его проектов получили международные награды и признания, как MHK (Берлин) в 2009, Nagrade Hise Award в 2011 или Red Dot Design в 2013. Также его работы были опубликованы в таких журналах, как GA Houses, On-Site или Arquitectura Viva.
В 2005 году основал Fran Silvestre Arquitectos и в 2013 году был награждён Red Dot Award Design.